# Guillermo el Bretón
Guillermo el Bretón (Léon, c. 1165 - 1226) fue un sacerdote y cronista oriundo del Ducado de Bretaña.

## Biografía
Fue el capellán y biógrafo de Felipe II de Francia, del que escribió una biografía plasmada en el canto La Philippide entre 1214 y 1224, así como el elogio fúnebre. Guillaume dedicó La Philippide a Pierre Charlot, hijo natural de Felipe II; fue comisionado de educación por el rey y le añadió una dedicatoria a su poema en atención de Luis VIII.
Guillermo el Bretón fue también el sucesor hasta 1224 de la Gesta Philippi Augusti de Pierre Rigord incorporado más adelante en las Grandes crónicas de Francia.
A petición del rey, volvió a escribir sobre la historia de su reinado en La Philippide de modo más atenuado e ignorando muchos hechos que empañaron la imagen de monarca virtuoso; en particular, en relación con el encarcelamiento de su segunda esposa Ingeborg de Dinamarca. Le Breton dijo que el rey se separó a pesar de que la mantuvo como prisionera durante veinte años de manera cruel, tal y como lo atestiguó Rigord.